# Ángel Federico Robledo
Ángel Federico Robledo (Bustinza - Santa Fe,18 de julio de 1917-Buenos Aires, 14 de noviembre de 2004) fue un dirigente peronista que ocupó los ministerios de Defensa, de Relaciones Exteriores y del Interior durante las presidencias de Héctor Cámpora, Juan Domingo Perón y María Estela Martínez de Perón. En diferentes períodos se desempeñó como embajador argentino en Ecuador, México y Brasil.

## Biografía
Robledo nació en Bustinza, Santa Fe el 18 de julio de 1917, como hijo del inmigrante español Ángel Robledo y de Rosa Lina Johansen, hija de inmigrantes daneses. Estudió abogacía en la Universidad Nacional del Litoral, fue profesor de enseñanza secundaria en varios colegios y jefe de policía del departamento de Iriondo. Fue electo concejal de la ciudad de Cañada de Gómez por la Unión Cívica Radical de Santa Fe en el año 1942. 
Entre 1944 y 1946 fue funcionario de la intervención militar en Cañada de Gómez, ejerciendo como asesor letrado de la municipalidad. En 1945 se unió a la Unión Cívica Radical Junta Renovadora, por la que fue electo como diputado provincial de Santa Fe en las elecciones de 1946. En 1947 se unió al Partido Peronista. 
En diciembre de 1948 fue elegido Convencional por la Provincia de Santa Fe para integrar la Convención Constituyente que se reunió entre enero y marzo de 1949 y reformó la Constitución Nacional.
En 1950, el presidente Juan Domingo Perón lo designó embajador argentino en Ecuador. Fue cesado de su cargo en la primavera de 1955, cuando se instauró en Argentina la dictadura autodenominada Revolución Libertadora. 
A partir de entonces, Robledo integró un triunvirato dentro del movimiento peronista para reorganizarlo y mantenerlo unido en torno del líder que lo dirigía desde el exterior. Permaneció en el exilio hasta el fin de la dictadura de Pedro Eugenio Aramburu.
Entre mayo de 1973 y agosto de 1974 se desempeñó como Ministro de Defensa de los presidentes Héctor J. Cámpora y Juan Domingo Perón. Tras la muerte de este último en julio de 1974, fue designado embajador argentino en México y luego en Brasil. En agosto de 1975 regresaría al país para desempeñarse primero como Canciller y luego como Ministro del Interior de la presidenta María Estela Martínez de Perón, hasta inicios de 1976.
Durante la presidencia de Raúl Alfonsín, fue asesor ad honorem y miembro del Consejo Nacional de Consolidación de la Democracia.